# Schlacht von Mammes und Bourgaon
Iberischer Krieg
Thannuris – Dara – Satala – Callinicum – Martyropolis
Vandalenkrieg
Ad Decimum – Tricamarum
Gotenkrieg
1. Neapel – 1. Rom – Verona – Faventia – Mucellium – 2. Neapel – 2. Rom – 3. Rom – Sena Gallica – Busta Gallorum – Mons Lactarius – Casilinus
Eroberung von Spania
Maurenkriege
Mammes und Bourgaon – Babosis und Zerboule – Cillium – Marta – Felder von Cato
Lasischer Krieg
1. Petra – 2. Petra – 3. Petra – 1. Archäopolis – Cotais – 2. Archäopolis – Telephis–Ollaria – Onoguris (3. Archäopolis) – Phasis – Tzacher
Die Schlachten von Mammes und Bourgaon fanden im Frühjahr 535 zwischen dem Byzantinischen Reich und mehreren numidischen Berber-Stämmen der Maurusier in der Provinz Byzacena statt.

## Ausgangslage
Nach der Beendigung der Vandalenherrschaft in Nordafrika durch Belisar 533 versuchten die Byzantiner die Kontrolle über die weitestgehend eigenständigen Herrschaftsgebiete der Numidier in der ehemaligen römischen Provinz Africa zu erlangen. Die Numidier hatten in den etwa einhundert Jahren vandalischer Herrschaft ihre schon zu römischen Zeiten garantierte Autonomie weiter ausgebaut (siehe Masties) und wollten nach der endgültigen vandalischen Niederlage bei Tricamarum ihre Herrschaftsansprüche erneut durchsetzen.
Da Justinian allerdings eine weitreichende Kontrolle über Africa erlangen wollte und zudem noch die Steuern erhöhte, war ein Konflikt auf lange Sicht hin abzusehen. Unmittelbare Gründe für die direkte Auseinandersetzung waren schließlich die Ermordung der römischen Heerführer Aigan und Rufinos und die Verwüstung bzw. Plünderung großer Teile der afrikanischen Teilprovinz Byzacena durch die Berber-Stämme der Maurusier.

## Schlacht von Mammes
Nachdem Versuche gescheitert waren, die Stämme mit Verhandlungen zum Frieden zu bewegen, zog der in der Abwesenheit Belisars zum Oberbefehlshaber ernannte Magister militum Solomon mit etwa 18.000 Mann von Karthago aus Richtung Byzacena. Auf einer Ebene nahe dem Ort Mammes lagerten die numidischen Anführer mit einem großen Heer von mehr als 50.000 Mann und ihrem umfangreichen Tross, dem auch die Frauen und Kinder der numidischen Krieger angehörten.
Zu Beginn der schon bald einsetzenden Schlacht stürmte die maurusische leichte Kamel-Kavallerie auf die Byzantiner zu und attackierte diese mit Wurfspeeren. Die byzantinischen Reihen, vor allem die der Pferde, die bei dem Geruch von Kamelen scheuten, gerieten ob dieses Überraschungsangriffes in Unordnung. Schließlich konnten die Byzantiner den Speerhagel durch ihre Schilde abwehren und die Kavallerie des Gegners nach dem Absitzen von ihren Pferden und durch das gezielte Töten der Kamele in die Flucht auf die umliegenden Berge schlagen.
Nach Prokopius sollen 10.000 Maurusier in diesem Gefecht umgekommen sein. Die gefangengenommenen Frauen und Kinder des Trosses wurden versklavt und die überlebenden Kamele als Kriegsbeute genommen. Solomon zog sich nach der Schlacht nach Karthago zurück, um seinen Sieg öffentlich zu feiern.

## Schlacht von Bourgaon
Die verbliebenen Maurusier begannen nach Solomons Rückzug allerdings erneut die Provinz Byzacena zu verwüsten und Siedlungen zu brandschatzen. Als der byzantinische General von diesen erneuten blutigen Plünderungen erfuhr, marschierte er umgehend mit seiner Streitmacht wieder gegen die Aufständischen, die sich nun auf die Berge des schroffen Bourgaon, einem Gebirgszug des Tellatlas, zurückgezogen hatten, um eine verlustreiche Schlacht wie auf der Ebene bei Mammes zu vermeiden.
Als Solomon erkannte, dass er die Marusier, die sich auf die mittlere Höhe des Gebirgszuges zurückgezogen hatten, nicht schlagen konnte, ergriff er eine Kriegslist. Etwa tausend Männern befahl er während der Nacht auf die Gipfel der nahen Berge zu steigen, während dessen sich seine Hauptstreitkraft für den Angriff vom Fuß der Berge aus rüstete. Die Maurusier wähnten sich in ihrer Position sicher, planten erst im Fall eines Angriffes sich kämpfend auf die Gipfel zurückzuziehen und bemerkten nicht, dass sie in der Nacht von den Byzantinern umgangen wurden.
Umso größer war die Überraschung im Morgengrauen, als sie von beiden Seiten unter Beschuss genommen wurden. Daraufhin versuchten sie panisch aus der Umklammerung zu flüchten und wurden schließlich vernichtend geschlagen. Laut Prokopios sollen die etwa 50.000 Maurusier während der Schlacht umgekommen sein, alle verbliebenen Frauen und Kinder wurden versklavt, der Preis eines Sklaven soll nach dieser Schlacht dem Wert eines Schafes entsprochen haben. Das Ende der Schlacht bedeutete auch das Ende der maurusischen Stämme dieser Region, deren einziger überlebender Anführer nach Karthago in die Gefangenschaft verbracht wurde.